# Passage de la Main-d'Or
Le passage de la Main-d’Or est une voie du 11e arrondissement de Paris, en France.

## Situation et accès
Le passage de la Main-d'Or est une voie publique du sud du 11e arrondissement de Paris, près de la limite avec le 12e arrondissement. Globalement orienté nord-sud, il débute au sud entre les nos 131 et 133, rue du Faubourg-Saint-Antoine et se termine au nord entre les nos 58 et 60, rue de Charonne. Il mesure au total 250 m de long.
Hormis les deux voies aux extrémités, le passage n'est rejoint que par la rue de la Main-d'Or, entre les nos 4 bis et 4 ter.
Les 70 premières mètres du passage, au sud du débouché de la rue de la Main-d'Or, forment une partie étroite et semi-piétonne. Le passage débouche sur la rue du Faubourg-Saint-Antoine au travers d'un immeuble. Le reste du passage, au nord, est accessible aux véhicules. Après les nos 15 et 16, le passage bifurque vers le nord-est pendant quelques mètres avant de reprendre sa direction vers le nord. Le sol du passage est intégralement pavé.
Comme il est d'usage à Paris, les numéros des immeubles débutent à l'extrémité sud (le côté le plus proche de la Seine) et augmentent en se dirigeant vers le nord. Les numéros impairs sont alors à gauche, les numéros pairs à droite.
La station de métro la plus proche est Ledru-Rollin (ligne 8), 100 m à l'ouest en remontant la rue du Faubourg-Saint-Antoine).

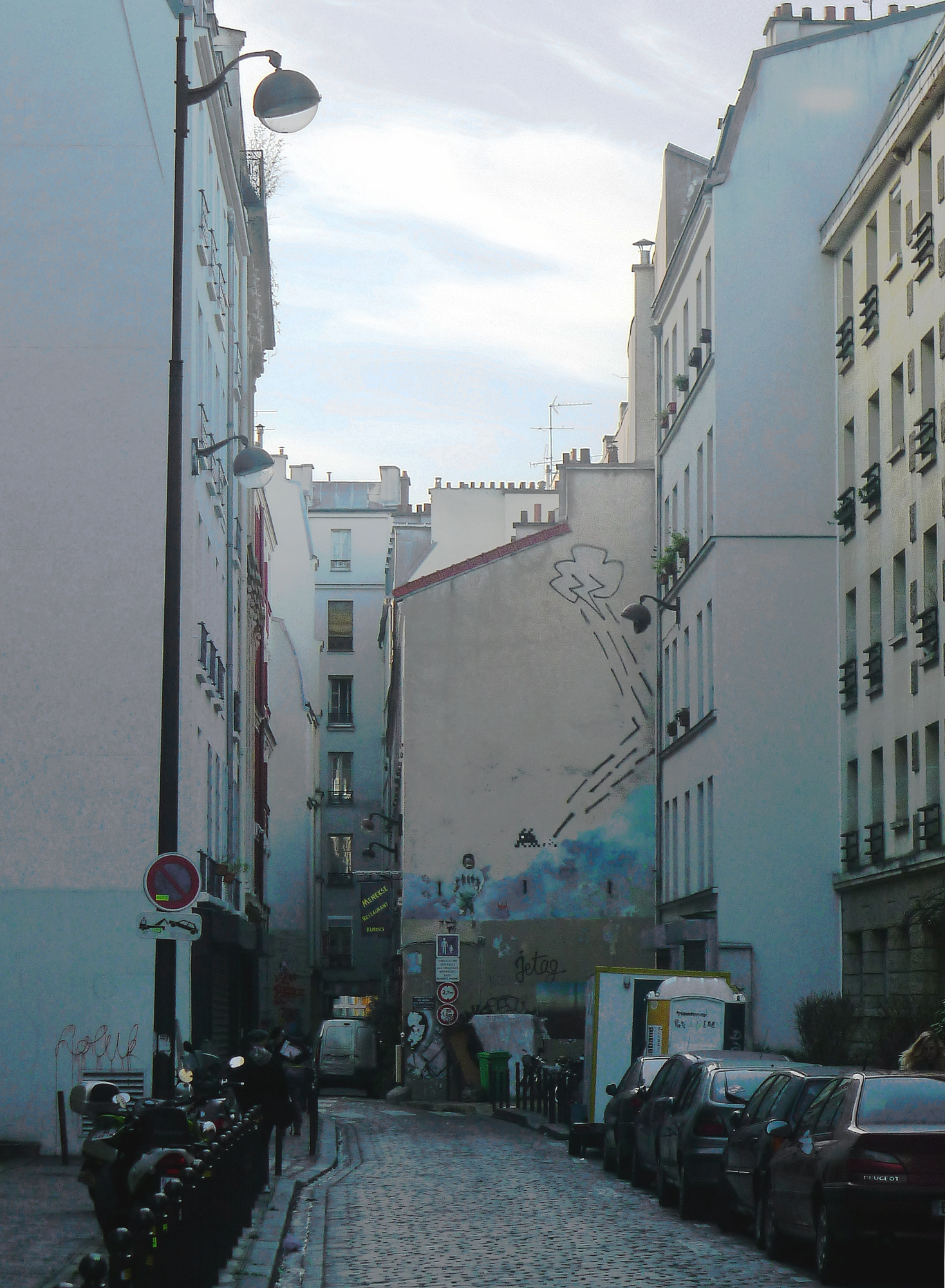
Rétrécissement du passage en direction de la rue du Faubourg-Saint-Antoine.
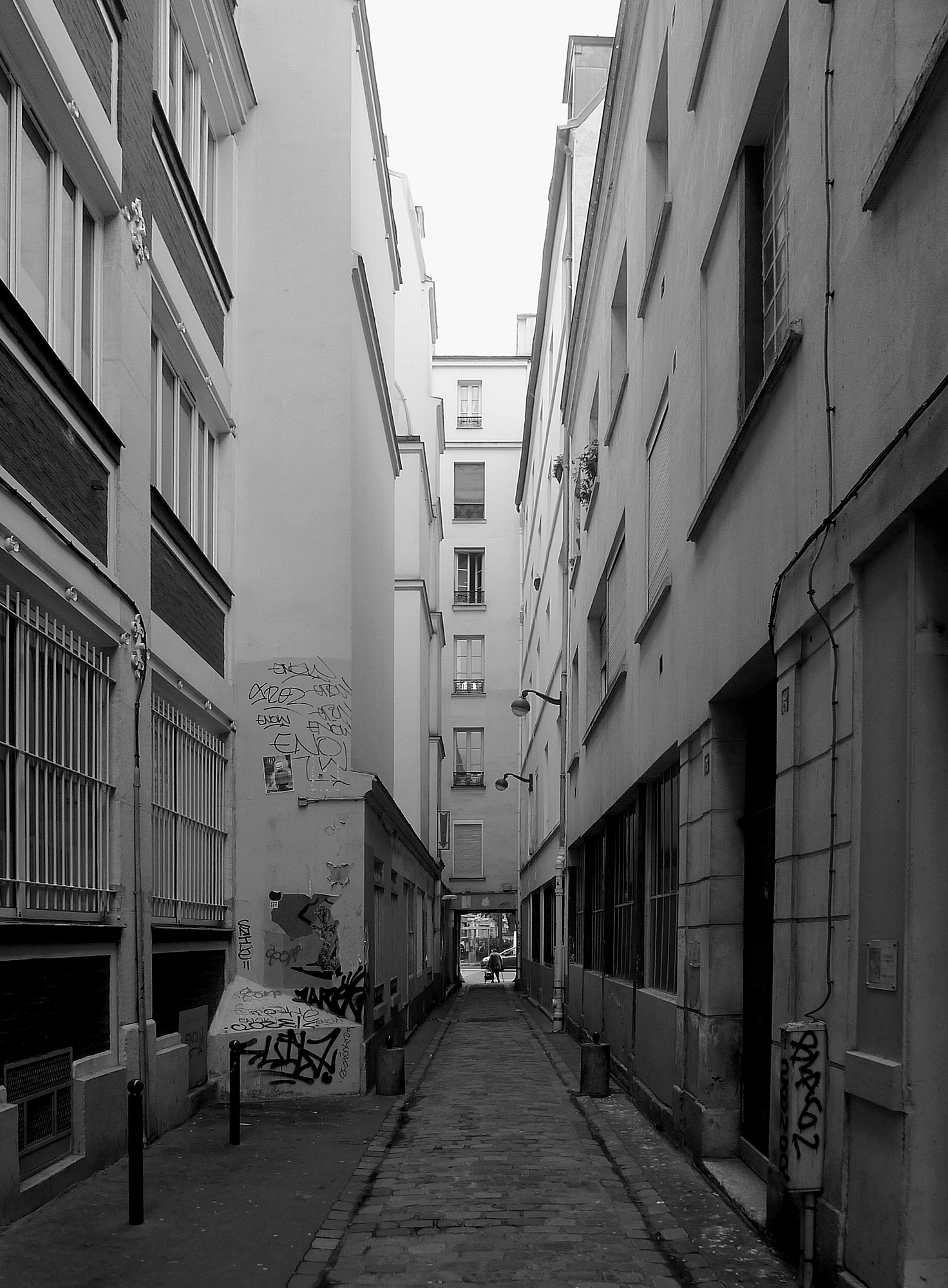
La partie la plus étroite.
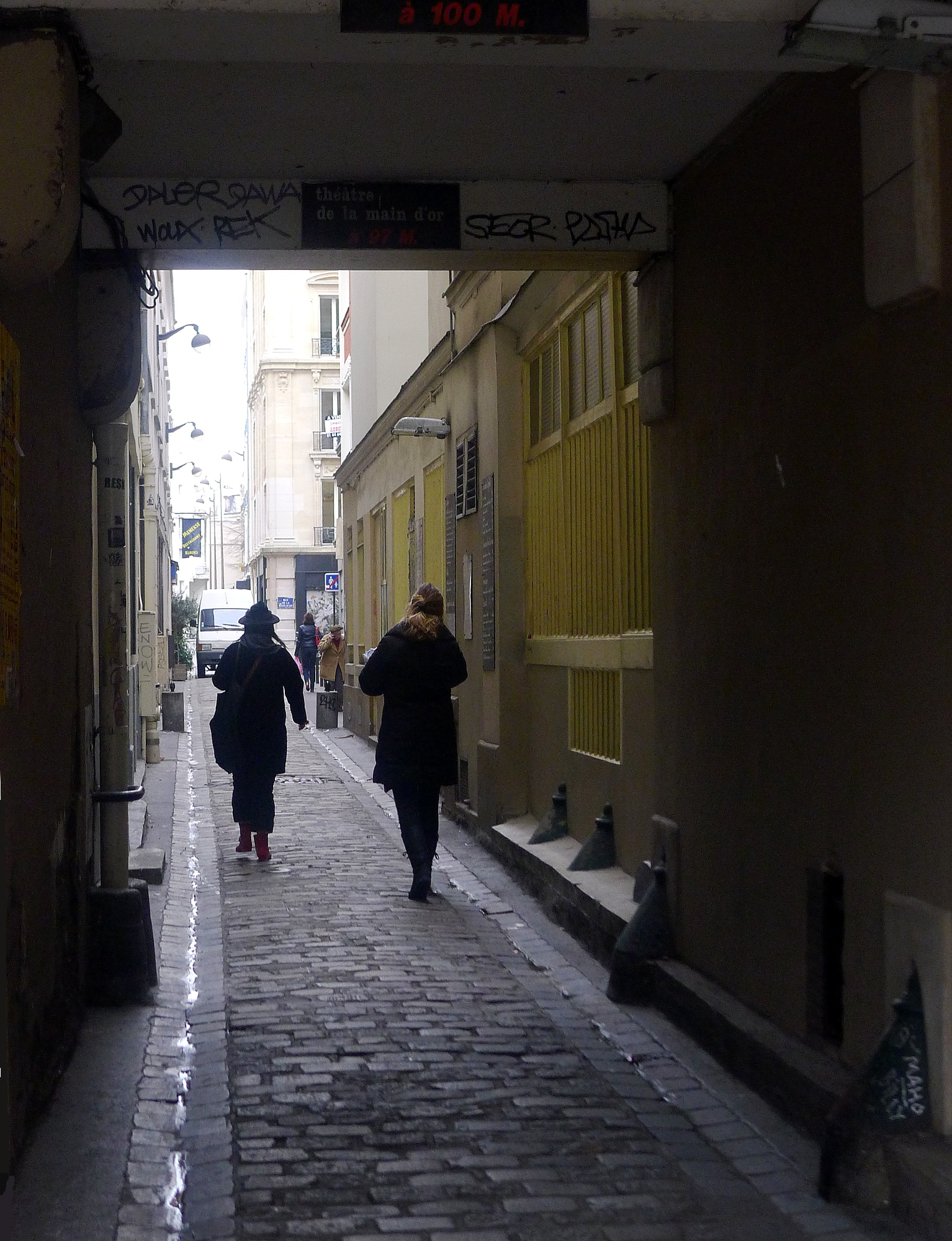
Entrée du passage, rue du Faubourg-Saint-Antoine.

## Origine du nom
Le passage tire son nom de l'enseigne d'une auberge qui s'y trouvait.

## Historique
Initialement appelée « cour de la Main-d'Or », cette voie a été classée dans la voirie de Paris par arrêté du 11 janvier 1966.

## Bâtiments remarquables et lieux de mémoire
- No 4 : le peintre Claude Lagoutte (1935-1990) y vécut.
- No 15 : cité Dupuy ; théâtre de la Main d'Or. À ce numéro se trouve le porche de la cité Dupuy, datant de 1880[2]. L'on sait peu de choses ayant trait à la construction de l'immeuble. Le commanditaire, B. Dupuy, était domicilié rue de la Montagne-de-la-Cour à Bruxelles et l'architecte se nommait Léon Echard, domicilié 17, boulevard de Courcelles[3]. Le permis a été accordé en 1878. Cela semble confirmé par l'inscription située dans l'espace du bas à gauche de la fenêtre demi-lune, surmontée d'un mascaron qui pourrait représenter Mercure, dieu du commerce dans la mythologie romaine. Autrefois, les passages du faubourg Saint-Antoine étaient peuplés par des artisans de mobilier : ébénistes, bronziers, ciseleurs et autres. Quelques ateliers y ont survécu dans la cité Dupuy : les Ateliers de la Main-d'Or, les ateliers de bronze Marcotte[4] et les ateliers Charles Schmidt, bronzerie d'art [5]. Le théâtre de la Main d'Or occupe une partie de l’immeuble et partage la même adresse.
- No 18 : maison avec niche et bas-relief représentant un ébéniste.

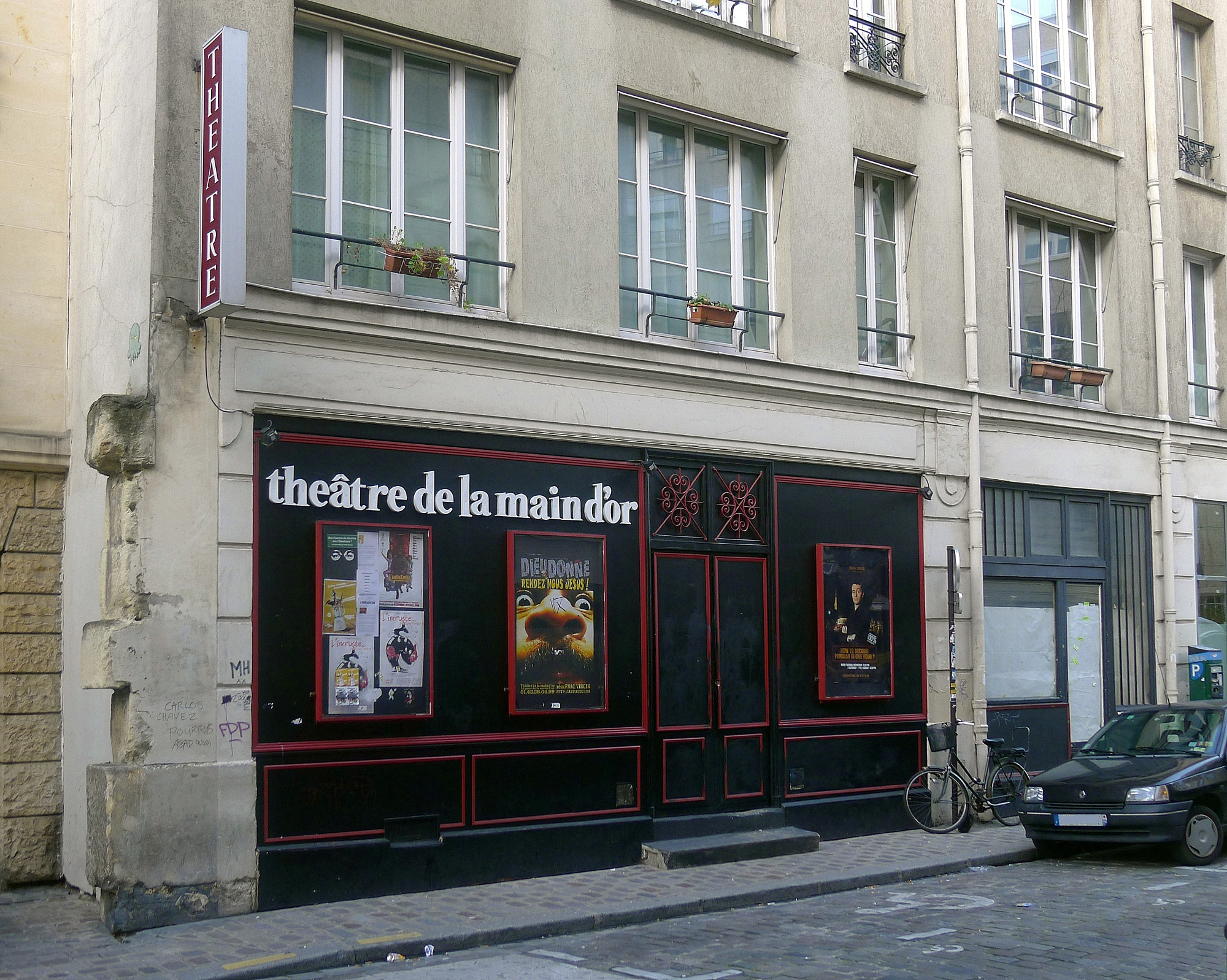
No 15, théâtre de la Main d'Or.
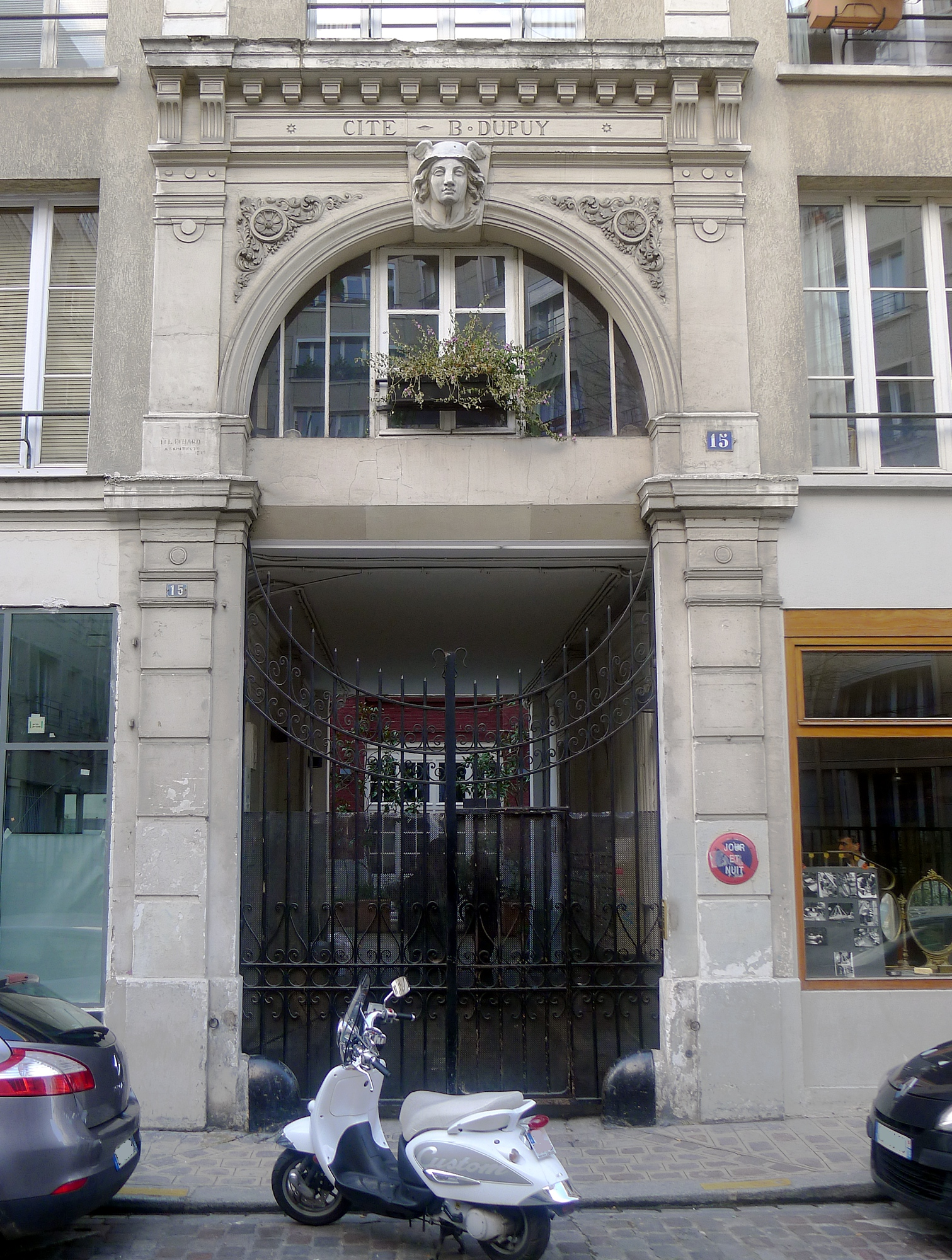
Porte de la cité Dupuy, au no 15.
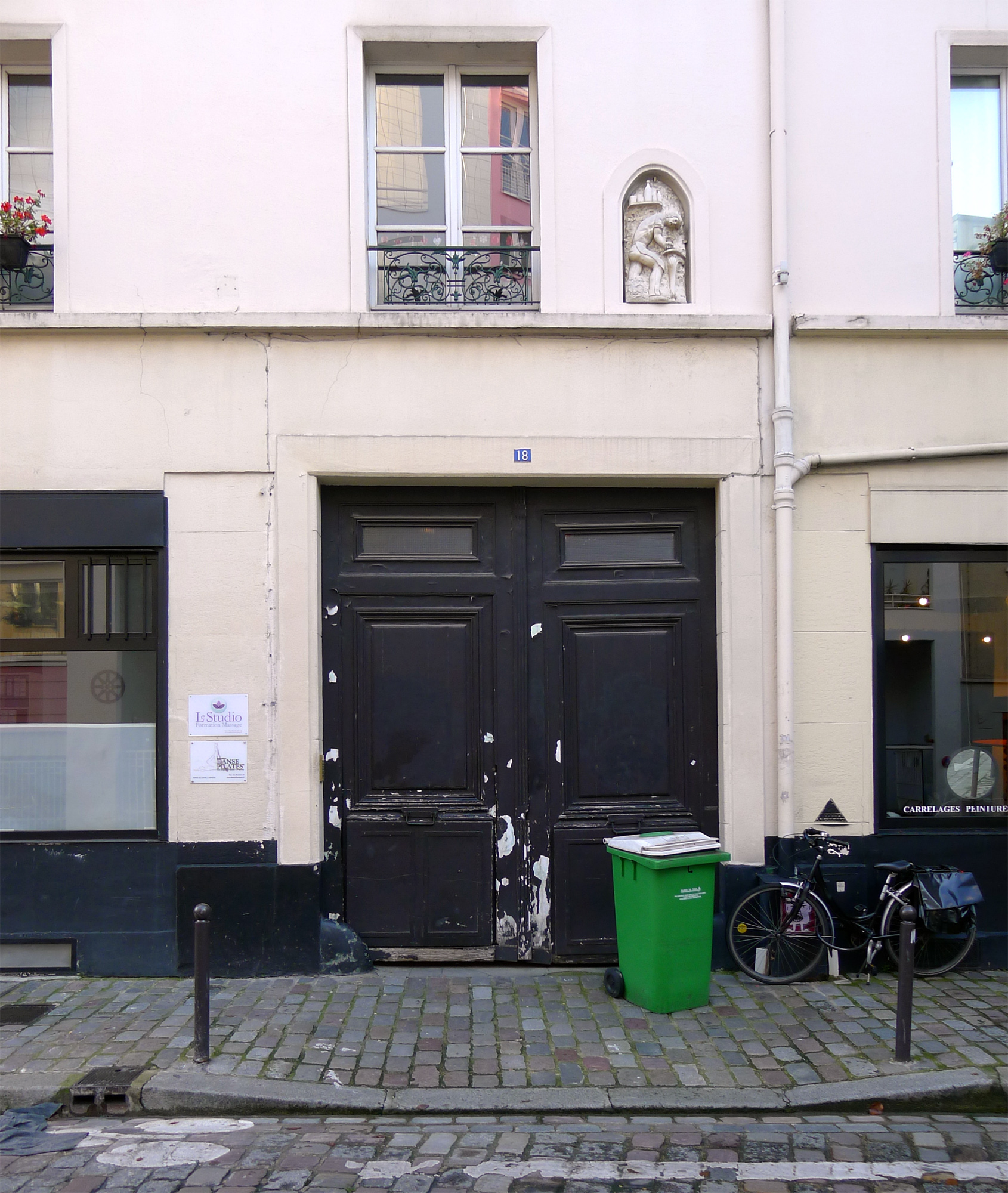
No 18.
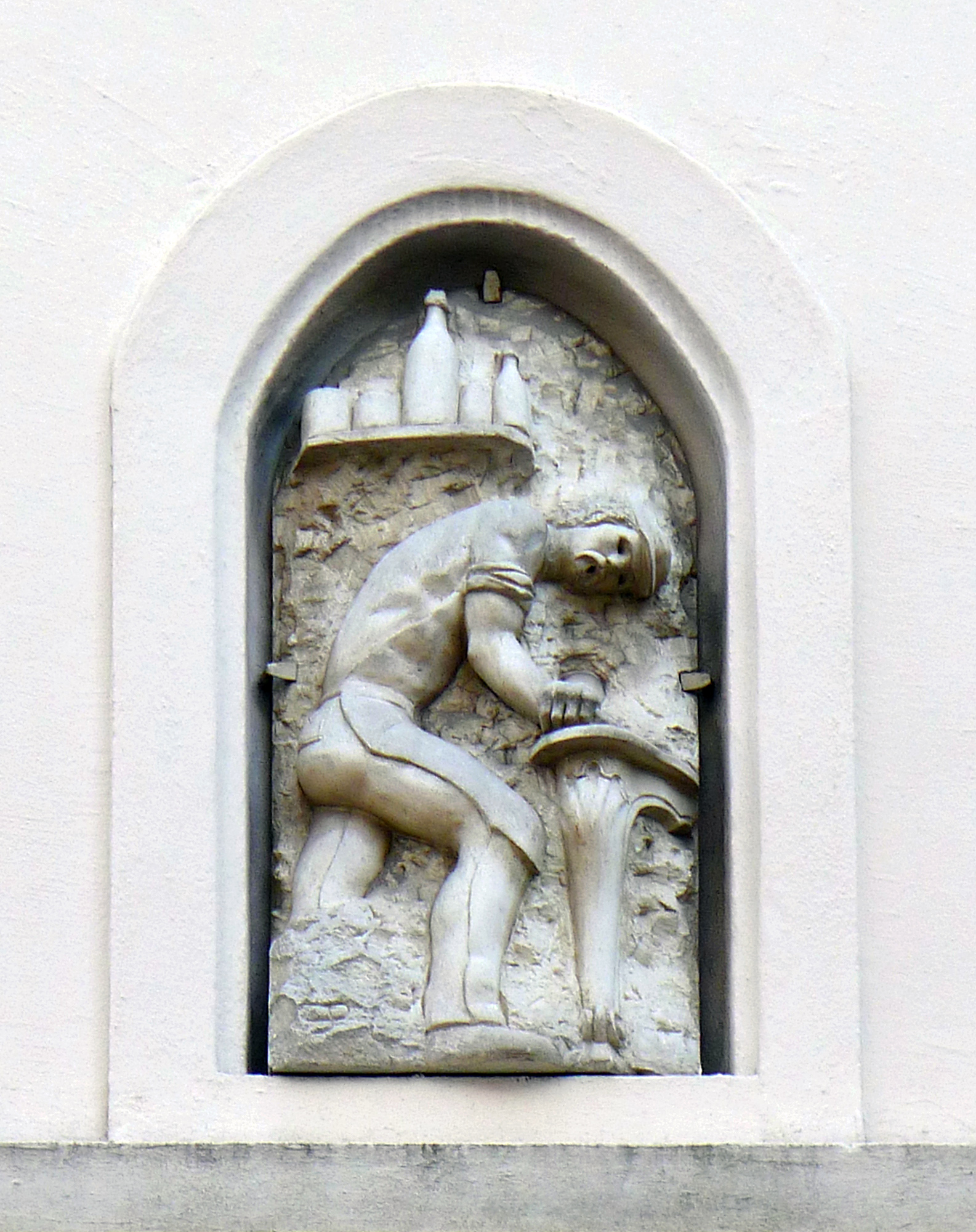
Détail de la niche au no 18.

- No 23 : L'agence de l'architecte et urbaniste Bernard Huet a été située au 3ème étage de l'immeuble[6].